# Helegonatopus nikolskajae
Helegonatopus nikolskajae is een vliesvleugelig insect uit de familie Encyrtidae. De wetenschappelijke naam is voor het eerst geldig gepubliceerd in 1965 door Hoffer.